# John Zorn
John Zorn (Queens, Nova York, 2 de setembre de 1953) és un compositor i saxofonista estatunidenc d'origen jueu. Músic de gran creativitat que ha assimilat multitud d'influències i sempre ha sentit predilecció per l'escena underground i les propostes extremes i arriscades.

## Síntesi biogràfica

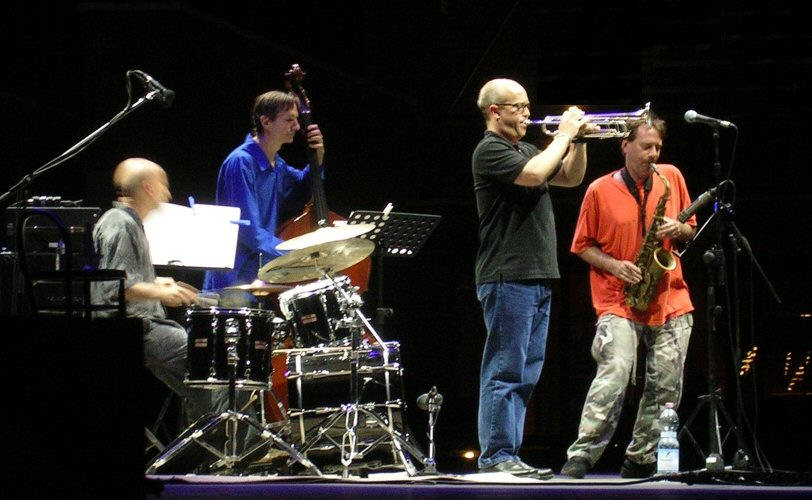
John Zorn actuant

Zorn va néixer a Nova York, on va aprendre a tocar altres instruments abans de començar a tocar el saxòfon i aprendre composició allà pel 1970. Empra un mètode compositiu pel qual es creen diverses imatges i moments musicals que després són estructurats i ordenats.
És un dels màxims exponents de la noise-music, un estil collage que fusiona el free, sons electrònics, efectes, veus deformades, etc. Zorn s'introduí en el jazz arran de la seva passió vers la música contemporània i després d'escoltar a gent com John Cage i Stockhausen, entre d'altres.
En la seva música descobrim també influències d'Ennio Morricone i altres compositors de bandes sonores, reminiscències de la cultura jueva i l'obra de compositors com ara Harry Partch i Charles Ives.
A la vegada és amo d'un segell discogràfic (Tzadik) inaugurat el 1995 a través del qual edita els seus discs, que ultrapassen el centenar.
Ha treballat en múltiples projectes a quin més arriscat. Masada és un d'ells: un grup de Jazz amb influències molt variades, oberts a la improvisació, que ha editat més de deu discs d'estudi i els seus respectius directes.
També han treballat el món de les bandes sonores; porta editats 17 discs de les seves obres per al cinema. Finalment, ha enregistrat discs en solitari i múltiples experiments musicals per a dibuixos animats, programacions impossibles, sons abstractes, peces de cambra, concerts per a piano i moltes d'altres idees desenvolupades en companyia de diversos músics.

## Joventut i carrera
John Zorn va néixer a la ciutat de Nova York enel si d'una família jueva, va assistir a l'Escola Internacional de les Nacions Unides i va estudiar piano, guitarra i flauta des de ben petit. La família de Zorn tenia gustos musicals diversos: la seva mare, Vera (de soltera Studenski; 1918–1999), escoltava música clàssica i del món; el seu pare, Henry Zorn (1913–1992), estava interessat en el jazz, les cançons franceses i la música country; i el seu germà gran va col·leccionar discos de doo-wop i rock and roll dels anys 50. Zorn va passar els seus anys d'adolescència explorant la música clàssica, la música de cinema, "escoltant The Doors i tocant el baix en una banda de surf". Va explorar la música experimental i avantguardista de György Ligeti, Mauricio Kagel i Karlheinz Stockhausen. així com bandes sonores de dibuixos animats i partitures de pel·lícules. Zorn va ensenyar a si mateix l'orquestració i el contrapunt transcrivint partitures i va estudiar composició amb Leonardo Balada a l'Escola Internacional de les Nacions Unides.
Zorn va començar a tocar el saxo després de descobrir l'àlbum "For Alto" d'Anthony Braxton (1969) quan estudiava composició al "Webster College" (ara Webster University) a St. Louis, Missouri, on va assistir a classes impartides per Oliver Lake. Mentre estava a Webster, va incorporar elements de free jazz, música d'avantguarda i experimental, partitures de pel·lícules, performance art i partitures de dibuixos animats de Carl Stalling als seus primers enregistraments.
Deixant Webster després de tres semestres, Zorn va viure a la costa oest abans de tornar a Manhattan on va donar concerts al seu apartament i altres locals petits de Nova York, tocant el saxo i una varietat de canyes, trucades d'ànec, cintes i altres instruments. Zorn es va submergir en l'escena de l'art underground, ajudant al cineasta Jack Smith amb les seves actuacions i assistint a obres de teatre de Richard Foreman.

## Primeres composicions i enregistraments
Les primeres composicions principals de Zorn incloïen moltes peces de joc descrites com "sistemes complexos que aprofiten els improvisadors en formats compositius flexibles". Aquestes composicions "incloïen regles estrictes, jocs de rol, indicadors amb flashcards, tot en nom de la fusió de l'estructura i la improvisació d'una manera perfecta". Les primeres peces de Zorn tenien títols esportius com Lacrosse (1976), Hockey (1978), Pool (1979) i Archery (1979), que va gravar i llançar per primera vegada amb el segell Parachute d'Eugene Chadbourne. La seva peça de joc més perdurable és Cobra, composta el 1984 i gravada per primera vegada el 1987 i en versions posteriors el 1992, 1994 i 2002, i revisitada en interpretació moltes vegades.
A principis de la dècada de 1980, Zorn es va dedicar molt a la improvisació tant com a intèrpret en solitari com amb altres artistes afins. Els primers enregistraments de saxofon solista de Zorn es van publicar originalment en dos volums com The Classic Guide to Strategy el 1983 i 1986 amb el segell Lumina. Les primeres improvisacions en grups reduïts de Zorn estan documentades a Locus Solus (1983) que presentava a Zorn amb diverses combinacions d'altres improvisadors com Christian Marclay, Arto Lindsay, Wayne Horvitz, Ikue Mori i Anton Fier. Ganryu Island va incloure una sèrie de duets de Zorn amb Michihiro Sato a shamisen, que va rebre un llançament limitat al segell Yukon el 1984. Zorn va reeditar posteriorment aquests primers enregistraments.

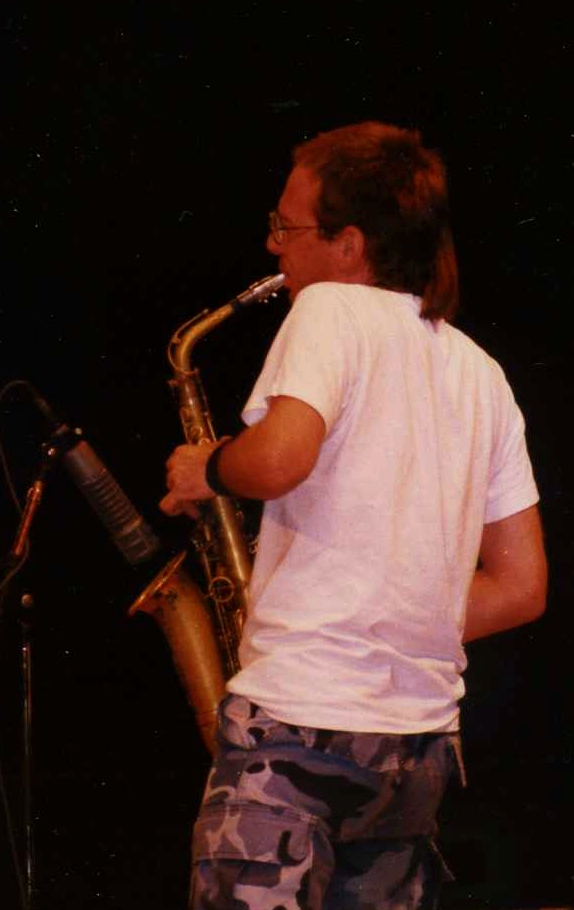
Zorn el 1990

## Enregistraments innovadors
El gran enregistrament de Zorn va ser l'aclamat The Big Gundown de 1985, publicat a Nonesuch Records, on Zorn va oferir arranjaments radicals de la música d'Ennio Morricone per al cinema. El disc va ser avalat pel mateix Morricone, que va dir: "Aquest és un disc que té idees fresques, bones i intel·ligents. És una realització a un alt nivell, un treball fet per un mestre amb gran ciència-fantasia i creativitat... Molts la gent ha fet versions de les meves peces, però ningú les ha fet així".

Zorn va seguir amb un altre llançament d'un segell important Spillane el 1987 amb composicions interpretades per Albert Collins, el Kronos Quartet, juntament amb la cançó principal, una de les primeres composicions de "fitxers". Aquest mètode de combinar composició i improvisació implicava que Zorn escrivia descripcions o idees en fitxes i ordenar-les per formar la peça Zorn va descriure el procés el 2003:
Escric en moments, en blocs de so dispars, així que em sembla convenient emmagatzemar aquests esdeveniments en targetes d'arxiu perquè es puguin ordenar i ordenar amb el mínim esforç. El ritme és essencial. Si et mous massa ràpid, la gent tendeix a deixar d'escoltar els moments individuals tan complets en si mateixos i més com a elements d'una mena d'efecte núvol... Vaig treballar de 10 a 12 hores al dia durant una setmana, només orquestrant aquestes fitxes. Va ser un procés intens.
El mètode de la targeta d'arxiu de Zorn per organitzar els blocs de so en una estructura global depenia en gran manera dels músics que escollia, de la manera com interpretaven el que estava escrit a les targetes d'arxiu i de la seva relació amb Zorn.
"No vaig a seure en una torre d'ivori i passar els meus resultats als interprets".
 va dir en Zorn,
He d'estar-hi amb ells, i per això vaig començar a tocar el saxo, per poder conèixer músics. Encara sento que m'he de guanyar la confiança d'un jugador abans que pugui tocar la meva música. Al cap i a la fi, vull que els jugadors diguin: va ser divertit, va ser molt treball, i és una de les coses més difícils que he fet mai, però va valdre la pena l'esforç.
Van seguir tres llançaments més a Nonesuch; Spy vs Spy el 1989, Naked City el 1990 i Filmworks 1986–1990 (1992) abans que Zorn trenqués amb el segell.

## Música
Diu John Zorn:
"Tots els diferents estils estan connectats orgànicament entre si. Sóc una persona additiva: tot el magatzem del meu coneixement informa tot el que faig. La gent està tan obsessionada amb la superfície que no poden veure les connexions, però hi són."
Jazz
Zorn va demostrar les seves credencials de hard bop com a membre del "Sonny Clark Memorial Quartet", gravant Voodoo el 1986. News for Lulu (1988) i 'More News for Lulu (1992) Zorn van comptar també amb, Bill Frisell i George E. Lewis interpretant composicions de Clark, Kenny Dorham, Freddie Redd i Hank Mobley. Va gravar Spy vs Spy amb versions hardcore punk de les composicions d'Ornette Coleman el 1989. Segons Cook, "els admiradors de Zorn sovint el consideren un intèrpret de bebop alt magistral, però quan actua en alguna cosa que s'acosta a aquest estil, el seu joc té poca tensió i gens de la relaxació dels grans beboppers, sovint sonant més estrangulat que res".
Música de cinema
Zorn va declarar que "Després de la publicació del meu disc The Big Gundown, estava convençut que un munt de treballs de banda sonora vindrien al meu camí". Tot i que l'interès d'Hollywood no va arribar, finalment cineastes independents com Sheila McLaughlin i Raúl Ruiz van buscar el seu talent. El cineasta Walter Hill va rebutjar la seva música per a una pel·lícula que es diria Looters. Encara que la partitura de Zorn no va arribar al tall final, va utilitzar els diners que va rebre per establir el segell discogràfic, Tzadik, amb el qual va publicar Filmworks II: Music for an Untitled Film' de Walter Hill el 1995. Zorn també va produir una sèrie de bandes sonores comercials per a la firma de publicitat Wieden+Kennedy, inclosa una dirigida per Jean-Luc Godard, una inspiració de Zorn a llarg termini. Zorn va utilitzar els seus encàrrecs de cinema per gravar amb nous conjunts com "Masada" i el "Masada String Trio". Des de mitjans de la dècada de 1990, Zorn va compondre música de cinema per a pel·lícules independents que tractaven sobre la cultura BDSM i LGBT, documentals que exploraven l'experiència jueva i pel·lícules sobre artistes de fora. El 2013, després de llançar 25 volums a la seva sèrie Filmworks, Zorn va anunciar que ja no publicaria música per al cinema.
HardcoreNaked City, Painkiller i més enllà
Zorn va establir Naked City el 1988 com un "taller de composició" per provar les limitacions d'un format de banda de rock. Amb Zorn (saxo), Bill Frisell (guitarres), Fred Frith (baix), Wayne Horvitz (teclats), Joey Baron (bateria) i el vocalista Yamatsuka Eye (i més tard Mike Patton), Naked City va combinar l'apreciació de Zorn pel punk hardcore i Bandes de grindcore com Agnostic Front i Napalm Death amb influències com la música de pel·lícula, el country o el jazz sovint en una sola composició. La banda va interpretar peces dels compositors de cinema Ennio Morricone, John Barry, Johnny Mandel i Henry Mancini i dels classicistes moderns Alexander Scriabin, Claude Debussy, Charles Ives i Olivier Messiaen i va gravar àlbums de heavy metal i ambient.
El 1991, Zorn va formar Painkiller amb Bill Laswell al baix i Mick Harris a la bateria. Els dos primers llançaments de Painkiller, Guts of a Virgin (1991) i Buried Secrets (1992), també van incloure composicions breus de grindcore i free jazz inspirades. Van llançar el seu primer àlbum en directe, Rituals: Live in Japan, el 1993, seguit del doble CD Execution Ground (1994), que va incloure peces més llargues de doblatge i estil ambient. Un segon àlbum en directe, Talisman: Live in Nagoya, va ser llançat el 2002 i la banda va aparèixer en Zorn's 50th Birthday Celebration Volume 12 (2005) amb Hamid Drake substituint Harris a la bateria i el vocalista convidat Mike Patton.
Ambdues bandes van atreure l'interès mundial, especialment al Japó, on Zorn s'havia traslladat després d'una residència de tres mesos a Tòquio.
El 2006, Zorn va formar el trio de veu/baix/bateria de Mike Patton, Trevor Dunn i Joey Baron com "un repte compositiu, com a cicle de cançons, cançons sense paraules", ja que va decidir "Vull treballar més amb Patton; Patton". tenia molta gana de treballar més junts. "D'acord, així que comencem només amb el baix, la bateria i la veu". Rolling Stone va dir que Moonchild era "una banda que, com Naked City, va mutar radicalment al llarg de la seva vida a mesura que Zorn va anar augmentant el seu llistó compositiu. Tot i que tocava extrems semblants a aquell grup... els seus episodis són més sostinguts, les seves estructures són més convencionals. songlike" assenyalant "Per als cinc primers dels set àlbums de Moonchild, publicats del 2006 al 2014, Patton va utilitzar la seva gamma completa de xiuxiueigs a crits mentre funcionava completament sense lletra".
Música de concert

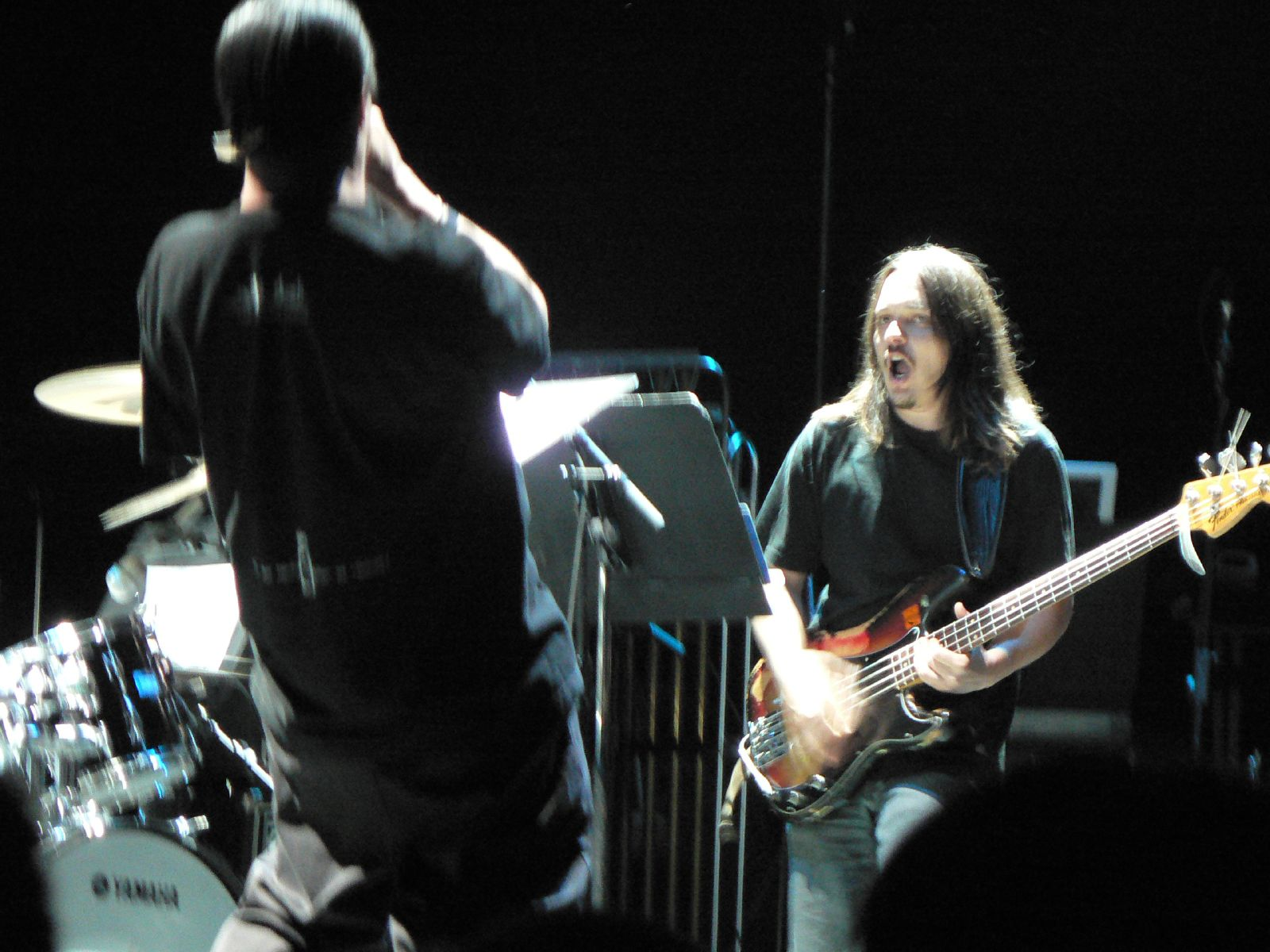
Moonchild al Barbican: Mike Patton (de cara a l'altre costat) i Trevor Dunn

Quan l'interès de Zorn per Naked City va disminuir, "va començar a escoltar música clàssica al cap de nou." Zorn va començar a treballar en composicions que es basaven en arranjaments de música de cambra de cordes, percussió i instruments electrònics. Elegy, una suite dedicada a Jean Genet, es va estrenar el 1992.
L'establiment de Tzadik li va permetre publicar moltes composicions que havia escrit durant les dues dècades anteriors per a conjunts clàssics. La primera composició clàssica publicada per Zorn, Christabel (1972) per a cinc flautes, va aparèixer per primera vegada a "Angelus Novus" el 1998. Acredita que la composició del seu quartet de corda de 1988 Cat O' Nine Tails (encarregat i llançat pel Kronos Quartet on Short Stories) el va despertar a les possibilitats d'escriure per a músics clàssics. Aquesta composició també va aparèixer a The String Quartets (1999) i Cartoon S/M (2000) juntament amb variacions de "Kol Nidre", inspirades en la pregària d'expiació jueva que es va escriure al mateix temps que el primer Llibre Masada.
Aporias: Requia for Piano and Orchestra (1998) va ser el primer llançament orquestral a gran escala de Zorn amb el pianista Stephen Drury, el cor infantil de la ràdio hongaresa i l'American Composers Orchestra dirigida per Dennis Russell Davies.

Bona part de l'obra clàssica de Zorn està dedicada o inspirada en artistes que l'han influenciat:

"Duras: Duchamp (1997) conté homenatges a Marguerite Duras i Olivier Messiaen
Songs from the Hermetic Theatre (2001) inclou composicions dedicades a Harry Smith, Joseph Beuys i Maya Deren
Madness, Love and Mysticism (2001) presentava Le Mômo, inspirat en Antonin Artaud, i Untitled, dedicat a Joseph Cornell
Quimeras (2001) es va basar en la composició àtona d'Arnold Schoenberg, Pierrot Lunaire"
Diverses de les obres de concert posteriors de Zorn es van inspirar en el misticisme i en les obres d'Aleister Crowley en particular; Magick (2004) va comptar amb un grup anomenat Crowley Quartet. Una actuació del 2009 de la peça central de l'àlbum, Necronomicon, es va descriure com "... vòrtexs frenètics de moviment violent i abrasiu, separats per seccions estranyament calmades i amb suspens amb melodies de mal humor, fins i tot pregàries. La música és sensacional i evocadora, però mai arbitrària; sempre sentir una mà guia darrere del caos".
Les obres posteriors es van expandir per incloure obres vocals i operístiques; Mysterium llançat el 2005 va incloure Frammenti del Sappho per a cor femení; Rituals (2005) va incloure l'òpera de Zorn composta per al Festival d'Òpera de Bayreuth el 1998; i La Machine de l'Être composta el 2000, estrenada a la New York City Opera el 2011 i gravat per a l'àlbum Music and Its Double del 2012.
Les obres de concert de Zorn s'han interpretat arreu del món i ha rebut encàrrecs de l'Orquestra Filharmònica de Nova York, la Filharmònica de Brooklyn i la BBC Radio 3.
Llibres Massada
Les converses amb Joey Baron van portar a Zorn a explorar i abraçar la cultura jueva. Una altra composició de fitxes Kristallnacht (1992) reflexionava sobre la Nit dels vidres trencats que va atacar de manera violenta i destructiva els jueus a Alemanya i Àustria el 1938. Diversos moviments van utilitzar les escales dominants frigias i dòriques ucraïneses comunes a la música klezmer. Zorn es va posar la tasca d'escriure 100 composicions utilitzant l'escala en un any.
Llibre primer
El 1993 Zorn va contractar a Baron juntament amb Dave Douglas (trompeta) i Greg Cohen (contrabaix) per oferir pistes musicals per a la primera pel·lícula Thieves Quartet de Joe Chappelle (més tard recollida a Filmworks III: 1990–1995) i va establir el primer grup Masada per interpretar la seva obra. Composicions recents utilitzant la formació instrumental i l'enfocament d'improvisació del quartet de free jazz pioner d'Ornette Coleman.
En tres anys, el nombre de composicions havia crescut fins a 205 i es va conèixer com el primer Llibre de Masada. Zorn va explicar:
El projecte de Masada era crear quelcom positiu en la tradició jueva, una cosa que potser porti la idea de la música jueva al segle XXI de la manera com es va desenvolupar el jazz des de l'adolescència i els anys vint fins als anys 40, 50, 60 i endavant... La meva idea inicial va ser escriure cent cançons. I després vaig acabar escrivint més de 200 per al primer llibre i després el vaig interpretar innombrables vegades durant anys.
El 1996, Zorn va llançar Bar Kokhba amb composicions de Masada gravades per un grup rotatiu de músics. D'aquest disc van sorgir dues formacions: el Masada String Trio, compost per Greg Cohen (baix), Mark Feldman (violí) i Erik Friedlander (violoncel); i el Bar Kokhba Sextet que va afegir Marc Ribot (guitarra), Cyro Baptista (percussió) i Joey Baron (bateria), ambdós presentats a The Circle Maker de 1998. El Masada String Trio també va aparèixer a la sèrie Filmworks de Zorn, com a part de la seva celebració del 50è aniversari, i va llançar dos àlbums com a part del projecte Book of Angels, Azazal i Haborym. El 2003, Zorn va formar Electric Masada, una banda formada per Zorn, Baptista, Baron i Ribot, juntament amb Trevor Dunn (baix), Ikue Mori (electrònica), Jamie Saft (teclats) i Kenny Wollesen (bateria) llançant el seu debut en directe. àlbum de la sèrie de concerts del 50è aniversari de Zorn i un doble CD en directe gravat el 2004. El 2019, Zorn va formar el New Masada Quartet amb Julian Lage (guitarra), Jorge Roeder (baix) i Kenny Wollesen (bateria).
Zorn va publicar una sèrie d'enregistraments del desè aniversari de Masada a partir del 2003. La sèrie va incloure cinc àlbums de temes de Masada, incloent Masada Guitars de Marc Ribot, Bill Frisell i Tim Sparks; Recital de Masada de Mark Feldman i Sylvie Courvoisier; Masada Rock de Rashanim; i dos àlbums amb diversos artistes, Voices in the Wilderness i The Unknown Masada.
Llibre segon

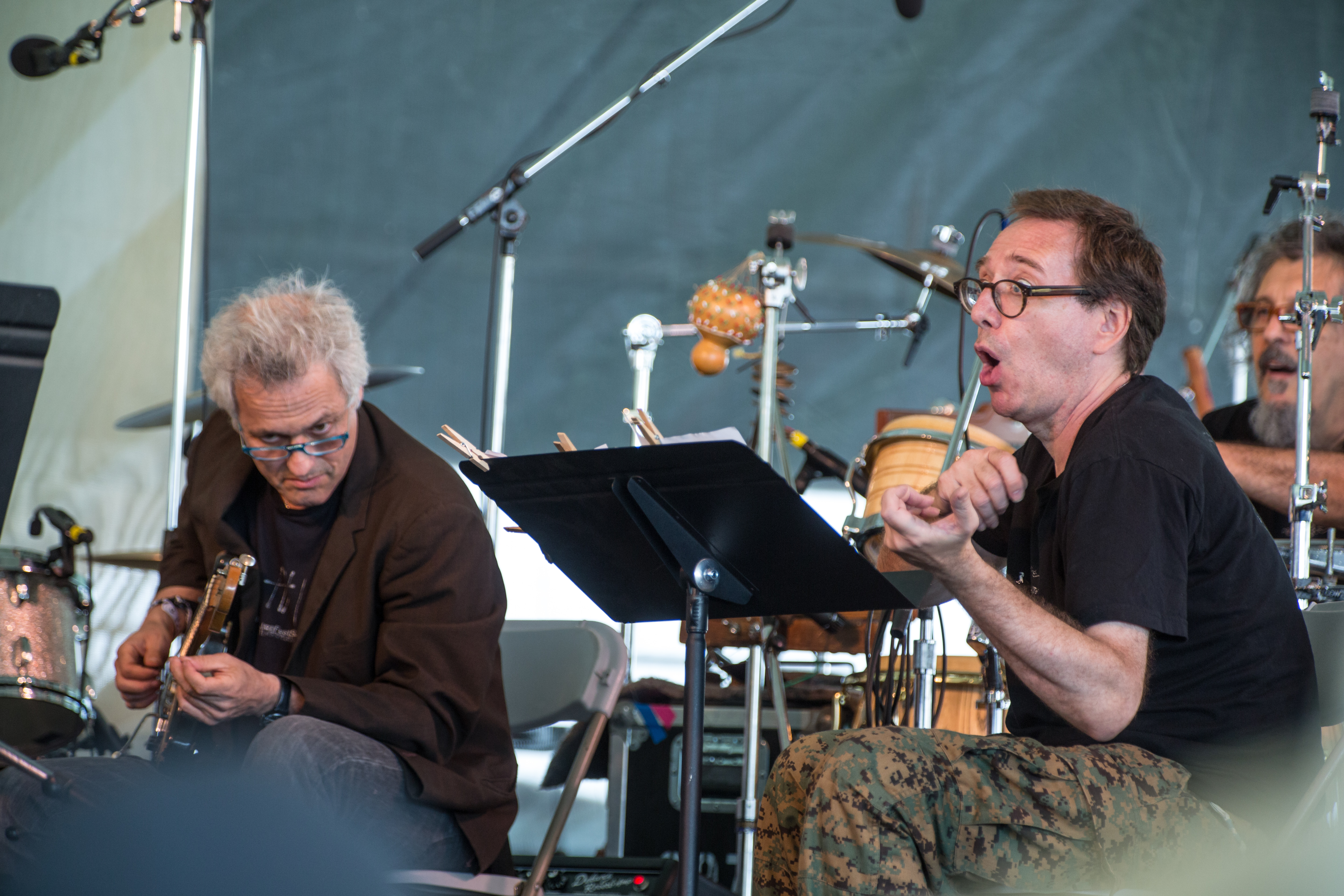
Bar Kokhba al Newport Jazz Festival 2014 amb Marc Ribot, John Zorn, Cyro Baptista (d'esquerra a dreta)

El 2004, Zorn va començar a compondre el segon Llibre de Masada, El Llibre dels Àngels, donant com a resultat 316 composicions addicionals. Zorn va explicar:
Després de 10 anys interpretant el primer llibre, vaig pensar: "Potser estaria bé escriure algunes cançons més". I vaig escriure 300 cançons més. Quan vaig començar a escriure'ls va ser "A veure si aquesta vegada puc escriure cent cançons en un mes". He estat treballant en aquestes escales i tocant aquestes cançons tot aquest temps. A la part posterior del meu cap en algun lloc s'allotgen tot tipus d'idees noves. A veure si aconsegueixo 100 cançons en un mes en comptes d'un any. Així que el primer mes vaig sortir cent cançons; el segon mes, un altre centenar; al tercer mes, una tercera 100 cançons. No tenia ni idea que això passaria.
Zorn va publicar trenta-dos volums de Masada Book Two composicions interpretades per molts artistes variats. Els títols de moltes composicions del Llibre Dos de Masada es deriven de la demonologia i la mitologia judeocristiana.

El quartet Masada va actuar al "Lincoln Center for the Performing Arts" el març de 2007 per als que es van presentar com els seus concerts finals. Zorn va reformar la banda com a sextet amb Uri Caine i Cyro Baptista el 2009 dient:
"Vaig sentir que vam arribar una mica a un altiplà amb ell el 2007 i vaig dir: "Bé, potser el quartet està realment acabat. Potser hem aconseguit el que podem aconseguir. Potser és hora de posar-ho al llit". I després el Marciac Jazz Festival em va demanar que formes un grup una mica més gran. Em van preguntar què passaria si afegeixo un parell de persones a Masada i els vaig dir: "No puc afegir ningú al quartet. El quartet és el quartet, això és el que fem". Però aleshores vaig pensar: "Bé, si hagués d'afegir algú, probablement li preguntaria a Uri i Cyro". Així que ho vam provar a Marciac i va ser increïble. Ni tan sols vam tenir temps d'assaig. Acabo de passar les llistes i vaig dir: "D'acord, mira'm perquè dirigiré. Fem-ho". I va ser un d'aquells clics màgics al quiosc que de vegades passa. Així que sí, aquesta banda torna a enlairar. Després de 15 anys fent aquesta música, encara podem trobar coses noves."
Les composicions Masada de Zorn i els conjunts associats s'han convertit en un focus central de molts concerts i festivals i ha establert 'Masada Marathons' regulars que inclouen diverses bandes i músics interpretant música dels Masada Books.
Llibre Tercer
Zorn va completar el tercer llibre de Masada, titulat The Book Beriah, el 2014.Els Somiadors
Zorn va llançar un dels seus àlbums més populars, The Gift, l'any 2001, que va sorprendre a molts amb la seva relaxada barreja de surf, exòtica i música del món. El 29 de febrer de 2008, al "St Ann's Warehouse" de Brooklyn, Zorn va estrenar The Dreamers, que va veure un retorn a les composicions suaus que apareixien per primera vegada a The Gift i va establir la banda del mateix nom. The Dreamers van llançar el seu segon àlbum, O'o, el 2009, un àlbum de composicions de Zorn's Book of Angels el 2010 i un àlbum de Nadal el 2011.

## Altres treballs
Tzadik Records

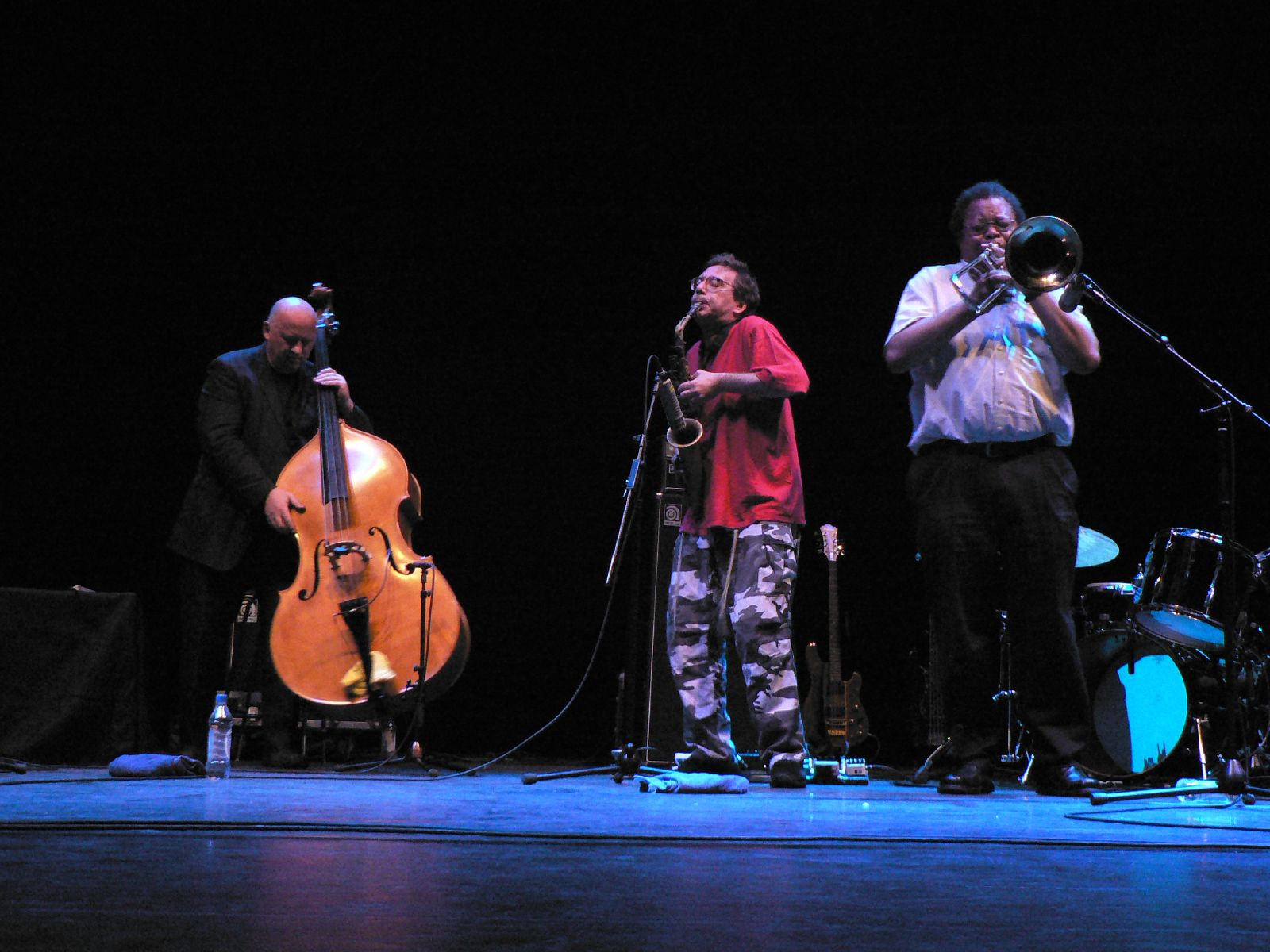
Zorn amb Gavin Bryars i George E. Lewis al Barbican Tribute to Derek Bailey, 2006.

El 1992, John Zorn va comissariar la filial Avant del segell DIW i va publicar diversos enregistraments de Naked City al segell, així com molts altres àlbums amb músics afiliats a Zorn, com Derek Bailey, Buckethead, Eugene Chadbourne, Dave Douglas, Erik Friedlander, Wayne Horvitz, Ikue Mori, Bobby Previte, Zeena Parkins i Marc Ribot.
El 1995, en cooperació amb el productor de jazz Kazunori Sugiyama, Zorn va establir el segell discogràfic Tzadik per garantir la disponibilitat del seu catàleg i promocionar altres músics.
Els llançaments del segell es divideixen en sèries:
- La sèrie Archival inclou exclusivament els enregistraments de Zorn, incloent-hi reedicions de diversos àlbums que van aparèixer en altres segells, el treball cinematogràfic de Zorn i enregistraments a partir de 1973;
- The 50th Birthday Celebration Series són 11 àlbums en directe gravats el setembre de 2003 a Tonic com a part del concert retrospectiu de l'obra de Zorn durant un mes;
- La Composer Series inclou la música de Zorn per a conjunts "clàssics" juntament amb treballs de molts altres compositors contemporanis;
- La Radical Jewish Culture Series compta amb músics jueus contemporanis;
- La sèrie New Japan cobreix la música underground japonesa;
- La sèrie de música de cinema inclou bandes sonores d'altres músics (els enregistraments de Zorn's Filmworks apareixen a la sèrie d'arxius);
- La Sèrie Oracle promou les dones en la música experimental;
- The Key Series presenta destacats músics i projectes d'avantguarda;
- La sèrie Lunatic Fringe llança música i músics que operen fora de les àmplies categories que ofereixen altres sèries; i
- La sèrie Spotlight promou noves bandes i projectes musicals de joves músics.[99]
- Tzadik també llança CD, DVD, llibres i samarretes en edició especial. Des de 1998, els dissenys dels llançaments de Tzadik han estat creats per l'artista gràfic Heung-Heung "Chippy" Chin.[100]

## The Stone (local de música)
Les primeres actuacions de Zorn a Nova York van tenir lloc en petits espais d'actuació dirigits per artistes, inclòs el seu propi apartament. A mesura que el seu perfil creixia, es va relacionar amb diversos llocs alternatius del Lower East Side com ara el Knitting Factory i Tonic. El divendres 13 d'abril de 2007, Zorn va actuar l'última nit al Tonic abans que tanqués a causa de les pressions financeres.

Zorn va ser la força principal a l'hora d'establir The Stone el 2005, un espai d'actuació avantguardista a "Alphabet City" de Nova York que es recolza únicament amb donacions i venda de CD d'edició limitada, donant tots els ingressos de la porta directament als intèrprets. Zorn té el títol de director artístic i realitza regularment 'Improvisation Nights'. Zorn considera que "The Stone és un espai únic i és diferent de 
"Tonic, the Knitting Factory", i la majoria dels altres llocs on hem tocat, ja que no hi ha bar... així que NO hi ha pressió per embalar la casa amb un públic, que beu, i la nit que interpretes no té res a veure amb el teu poder per atreure una multitud o amb quin tipus de música pots tocar".
El 10 de gener de 2008, Zorn va actuar amb Lou Reed i Laurie Anderson en una nit de benefici especial a The Stone, que també es va publicar a The Stone: Issue Three en CD. El desembre de 2016 Zorn va anunciar que The Stone tancaria el febrer de 2018, però que esperava que es pogués trobar una nova ubicació, afirmant "Els llocs vénen i van, però la música continua per sempre!" Al març de 2017 Zorn havia negociat, amb "The New School" per traslladar The Stone a Greenwich Village.
El 25 de febrer de 2018, l'última actuació es va celebrar al lloc original i Zorn va traslladar les operacions al "The Glass Box Theatre" de The New School sobre la base d'un acord d'encaixada de mans.

## Cicle de concerts 50è i 60è aniversari
El setembre de 2003, Zorn va celebrar el seu 50è aniversari amb una sèrie d'actuacions durant un mes al Tonic de Nova York, repetint un esdeveniment que havia començat una dècada abans a la "Knitting Factory". Va conceptualitzar el mes en diversos aspectes diferents de la seva producció musical. Les bandes de Zorn actuaven els caps de setmana, els grups clàssics es presentaven els diumenges, Zorn interpretava improvisacions amb altres músics els dilluns, presentava les seves composicions ampliades els dimarts i una retrospectiva de peces de joc els dimecres. Un total de 12 àlbums en directe es van publicar en la seva sèrie de celebració del 50è aniversari.

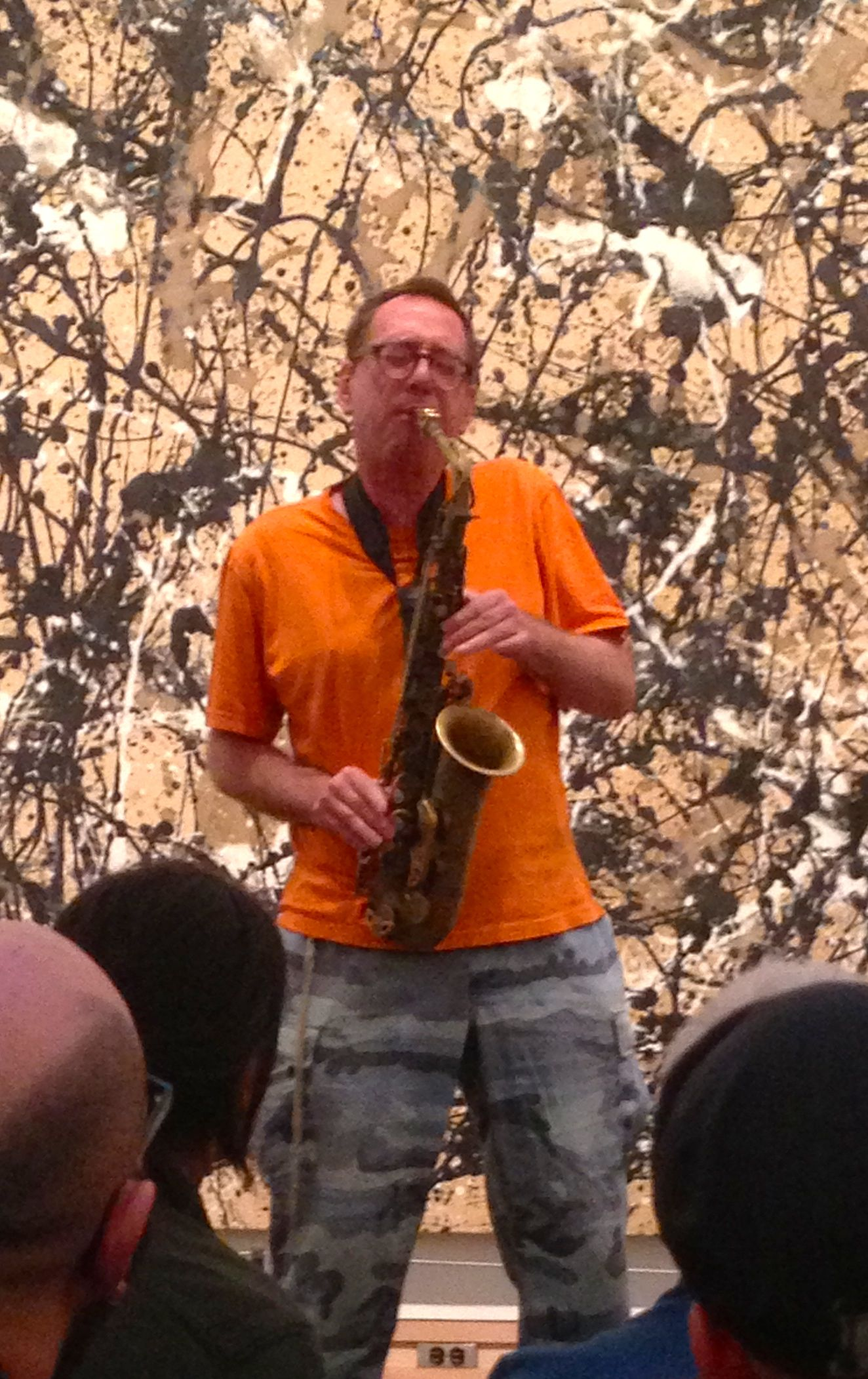
John Zorn actuant al Metropolitan Museum of Art el setembre de 2013

Les celebracions del 60è aniversari de Zorn van incloure concerts arreu del món, des d'aparicions a festivals fins a esdeveniments únics en galeries d'art i llocs inusuals durant el 2013 i el 2014. Els primers concerts sota la bandera de "Zorn@60" es van fer al Walker Art Center de Minneapolis l'abril de 2013. Això va ser seguit per actuacions al Museu d'Art Modern de Nova York i al Museu Solomon R. Guggenheim. La etapa europea de "Zorn@60" va començar al Barbican Theatre de Londres el juliol de 2013. Les aparicions en festivals a Bèlgica, Polònia, Espanya i Alemanya van seguir poc després. Aquests van ser seguits per concerts a Victoriaville, Canadà. Tornant a la ciutat de Nova York, es van produir altres concerts a l'"Alice Tully Hall" i al "Lincoln Center".
Zorn va emprendre una altra de les seves celebrades Maratons Masada al "Skirball Center for the Performing Arts" a l'agost. Altres concerts a la ciutat de Nova York al setembre van incloure actuacions de música per al cinema a l'"Anthology Film Archive", obres clàssiques i Cobra al "Miller Theatre", un concert d'un dia al Metropolitan Museum of Art i una actuació de duets improvisats amb Ryūichi Sakamoto. A l'octubre, l'"International Contemporary Ensemble" va fer una retrospectiva de la música clàssica de Zorn al "Museu d'Art Contemporani de Chicago". Els darrers concerts de "Zorn@60" es van realitzar com a part del Festival d'Adelaide a Austràlia el març de 2014, amb quatre concerts que cobrien l'amplitud de la seva gamma compositiva i d'improvisació.

## Arcana (sèrie de llibres)
L'any 2000, Zorn va editar el llibre Arcana: Musicians on Music amb entrevistes, assaigs i comentaris de músics com Anthony Coleman, Peter Garland, David Mahler, Bill Frisell, Gerry Hemingway, George E. Lewis, Fred Frith, Eyvind Kang, Mike Patton. i Elliott Sharp, sobre el procés de composició. Zorn va llançar el segon volum d'Arcana: Musicians on Music a l'estiu de 2007. Segons el prefaci de Zorn, "Es fa aquesta segona entrega del que serà una sèrie continuada de llibres que presenten idees radicals i avantguardistes sobre la música, com ara el volum inicial, per necessitat." Des de llavors s'han publicat nous volums; el vuitè volum es va publicar el setembre de 2017.

## En altres mitjans
Zorn també va aparèixer a la pel·lícula de 1985 de Henry Hills Money sobre les lluites financeres dels artistes avantguardistes de Manhattan durant l'era del reaganisme.

## Premis
- El 2001, John Zorn va rebre el Premi Cultural Jueu en Arts Escèniques de la Fundació Nacional per a la Cultura Jueva.[141]
- El 2006, Zorn va ser nomenat MacArthur Fellow.[142][143]
- El 2007, va rebre el premi William Schuman de l'Escola d'Arts de la Universitat de Colúmbia, un honor concedit "per reconèixer l'èxit de tota la vida d'un compositor nord-americà les obres del qual s'han interpretat àmpliament i generalment es reconeix que tenen una importància duradora".[144]
- El 2011, Zorn va ser inclòs al "Long Island Music Hall of Fame" per Lou Reed, i va rebre el "Magister Artium Gandensis", un títol honorífic de la Universitat de Gant.[145] El 2014, va rebre doctorats honoris causa de la Universitat Estatal de Nova York i del Conservatori de Música de Nova Anglaterra.[146][147][148]

## Filmografia
- Money (1985), una "pel·lícula de collage maníac" de Henry Hills sobre "els primers dies de la "poesia lingüística" i l'escena musical improvisada del centre de la ciutat".[149]
- Put More Blood Into the Music (1987), documental de George Atlas sobre la música d'avantguarda de Nova York, emès el diumenge 12 de març de 1989, com a episodi 292 de The South Bank Show.
- Step Across the Border (1990), documental sobre Fred Frith.
- A Bookshelf on Top of the Sky: 12 Stories About John Zorn (Tzadik, 2004), retrat de pel·lícula per Claudia Heuermann.
- Masada Live at Tonic 1999 (2004), concert film.
- Celestial Subway Lines / Salvaging Noise (2005), documental experimental de Ken Jacobs amb banda sonora de Zorn i Ikue Mori.
- Sabbath in Paradise (Tzadik, 2007), documental de Claudia Heuermann sobre la cultura musical jueva a l'escena jazz avantguardista de Nova York als anys noranta.
- Astronome: A Night at the Opera (2010), una òpera per Richard Foreman, música de John Zorn.
- Zorn I (2016) per Mathieu Amalric
- Zorn II (2018) per Mathieu Amalric
- Zorn III (2022) per Mathieu Amalric